# Könsmaktsordning
| Könsmaktsordning |
| --- |
| - Betydelse – grunderna för mäns dominans över kvinnor i samhället - Bakgrund – feministisk hypotes, kopplad till patriarkatet - Relaterade begrepp – genusordning, genussystem, hegemonisk maskulinitet |

Könsmaktsordning är en samlande term för de strukturer som sägs förklara hypotesen om mäns samhälleliga dominans över kvinnor (via patriarkatet). Begreppet syftar i första hand på underliggande mekanismer som skapar fördelar för män och/eller nackdelar för kvinnor. Analyser av könsmaktsordningen försöker lyfta fram dessa mekanismer, bland annat genom att peka på de processer i vardagslivet och samspelet mellan könen som upprätthåller fördelar för män och/eller nackdelar för kvinnor socialt, politiskt och ekonomiskt.
Det är ett feministiskt begrepp och en hypotes som menar att män som grupp i samhället är överordnade kvinnor som grupp. Begreppet har ingen exakt motsvarighet på andra språk men utgör en form av genussystem, där den rådande könsmaktsordningen relaterar till idén om hegemonisk maskulinitet. Ordet könsmaktsordning används främst inom svensk politik och samhällsdebatt.
Teorin identifierar könsmaktsordningens ursprung i patriarkatet. Detta är ett ursprungligen västerländskt religiöst begrepp, där ledarskapet i kyrka och familj utgick från det manliga prästerskapets organisation och med påven högst i hierarkin. Enligt ett vanligt feministiskt perspektiv anses den manliga överordningen förekomma inom alla samhällen.

## Teorin
Begreppet könsmaktsordning förekommer främst inom svensk akademisk forskning och debatt. Det är en maktcentrerad analys av patriarkatet och dess konsekvenser och baserar sig på det även internationellt använda konceptet genussystem. Hos exempelvis Yvonne Hirdman förekommer även begreppet genusordning.

### Konsekvenser
Enligt teorin om könsmaktsordningen är män i alla samhällen fostrade att inneha den ekonomiska och beslutande makten i familj och samhälle. Samhällets regler är utformade så att denna ordning kan upprätthållas. Män får av dessa skäl störst makt i de samhälleliga organen. Den skeva, könsgrundade maktfördelningen får konsekvenser: eftersom män är i majoritet i beslutande församlingar i allt vad som gäller ägande och ekonomi, faller det sig ofta så att ägandet fördelas så att kvinnor får en mindre andel, samt att kvinnors insatser och egenskaper nedvärderas.
Undersökningar av könsmaktsordningen fokuserar i första hand på snedfördelande konsekvenserna hos det som ytligt kan förefalla könsneutralt. Detta sker enligt teorin för att kvinnor och män lever under olika och ojämliga villkor. Som ett exempel kan skenbart könsneutrala socialförsäkringsregler ändå i praktiken missgynna kvinnor, eftersom de lever under andra villkor än män.
Teorin om könsmaktsordningen menar att makthavarna har störst inflytande över diskursen och därmed ett faktiskt tolkningsföreträde. Protester från kvinnors sida har tystats genom exempelvis det religiöst dikterade påbudet att "kvinnan tige i församlingen" eller genom formell lagstiftning som har uteslutit kvinnor från utbildning, yrkesverksamhet, politisk verksamhet eller annan aktivitet som av de sociala normsystemen ansetts opassande för kvinnor. Denna uteslutning har i praktiken förändrats och minskats genom samhällsutvecklingen, men enligt teorin återstår mycket än att åtgärda om full jämlikhet ska uppnås. Detta påverkas bland annat av hur kvinnor och män framställs inom massmedia.
Centralt för teorin är att kvinnor hålls borta från makten genom så kallade härskartekniker, ett begrepp utvecklat av den norska sociologen Berit Ås (som menar att härskarteknikerna kan observeras i varje grupp där det existerar någon typ av hierarki). När det gäller könsmaktsordningen så används härskarteknikerna för att utestänga, nedvärdera och förringa det som kvinnor är och gör vilket innebär att kvinnor stängs ute från maktutövning. Då kvinnor inte kunnat anpassa sig till denna reglering av samhällets överordnade styrning har män i laga ordning fått behålla makten i den privata sfären – familjen – då enskilda män där kunnat utöva våld eller hota med våld mot kvinnor.

### Kontroll av sexualiteten
Grundläggande för könsmaktsordningens idé är synen på kvinnan som sexuellt objekt snarare än subjekt i det att kvinnan föder barnen. Under graviditet och amning är kvinnan och barnet i beroendeställning till mannen. Detta fysiska, psykiska, sociala och ekonomiska beroende är faktiskt och oberoende av vem som är far till barnet. Vetskap om faderskapet kräver kontroll över kvinnans hela sexualitet. Att fadern förnekar faderskap eller definierar barnet som oäkta är långsiktigt allvarligt för kvinnan och för deras barn, varför kvinnor normalt anstränger sig att föda endast "äkta" barn genom sitt sätt att leva och vara.
1700-talsfilosofen David Hume ansåg att den kvinnliga dygden blygsamhet skapades av mäns behov att med säkerhet kunna fastställa att kvinnans barn var deras gemensamma. Hume ansåg även att kyskhet var en typiskt kvinnlig egenskap.

### Kvinnors deltagande i upprätthållandet
Teorin hävdar att även kvinnor bidrar till upprätthållandet av könsmaktsordningen, eftersom de fostras att ha en syn på sig själva som mindre värda och självklart underordnade mannen. Eller omvänt uttryckt fostras flickor att upprätthålla synen på pojkar och män som normen och det positiva, samt att anpassa sig så gott de kan till det. Kvinnor anses i hög grad vara traditionsbärare i detta värderingssystem genom att de fostrar sina söner till makthavare och sina döttrar till "duktiga flickor" och "riktiga kvinnor", enligt modellen att kvinnan underordnar sig naturligt. Det anses också att graviditet, barnafödande och barnuppfostran bidrar till att en ojämlik arbetsfördelning förstärks, en ojämlikhet som ofta inte varit lika stark så länge relationen varit barnlös.
Könsmaktsordningen får kvinnorna att uppfatta sig själva som mindre värda, något som kallas för falskt medvetande, ett begrepp som ursprungligen kommer från marxistisk teori men som då handlar om arbetarnas underordning i samhället. I ett parförhållande där en maktkamp uppstår drivs detta till sist till en punkt där kvinnan ser sig som mindre värd, "smutsig" och enbart värd förakt och våld.

### Kärlekens betydelse
Kvinnor kan också bidra till att upprätthålla en könsmaktsordning, som en följd av individens naturliga behov av kärlek, omsorg och bekräftelse. I Lena Gunnarssons doktorsavhandling (vid Örebro universitet) presenterades 2013 tankar omkring de grundläggande behov som aktivt kan föra kvinnor in i exploaterande relationer. Kvinnor och män har i grunden samma behov av andra människor, men män anses här lättare kunna exploatera kvinnors behov av kärlek. Detta ger dem själva en speciell auktoritet som minskar deras beroende av andras bekräftelse; parallellt ökar kvinnors beroende av andra genom denna "existentiellt" utarmande exploatering. Gunnarsson påpekar även att idéerna om naturliga behov inte förekommer hos alla feministiska teoretiker.

### Olika definitioner, informella nätverk
Feminismens olika grenar har definierat könsmaktsordningen på olika sätt. Inom liberalfeminismen handlar det om mäns större makt i det offentliga livet, medan radikalfeminismen menar att könsmaktsordningen även upprätthålls i det privata (bland annat med hjälp av influenser från pornografi). Enligt den socialistiska feminismen är patriarkatet samma sak som kapitalismen, och denna maktstruktur (i allians med en objektifiering) drabbar arbetarklasskvinnan allra hårdast.
En förklaring, som förs fram av anhängare till hypotesen om en könsmaktsordning, till att kvinnor har svårt att nå toppositioner i samhället kan vara att kvinnor stängs ute från informella nätverk och därmed strukturellt berövas socialt kapital av män. Forskning har däremot inte kunnat finna något stöd för att det i lokalsamhällen i Sverige skulle existera medvetet dolda könsmaktsstrukturer som systematiskt missgynnar kvinnor i maktpositioner.

## Arbetet emot könsmaktsordningen

### Personlig ansträngning
Ett konkret exempel där könsmaktsordningen utmanats är då Frances Willard år 1895 publicerade en skrift om hur det gick till då hon, vid 53 års ålder, skulle lära sig att cykla. Novellen kallades från början ”A Wheel within a Wheel: How I Learned to Ride the Bicycle, With Some Reflections Along the Way”, men i en nyutgåva 1997 kom den att kallas ”A Wheel within a Wheel: A Woman’s Quest for Freedom”, vilket tyder på en större betydelse. Anledningen till att Frances Willard ville lära sig cykla var för att utmana männens dominans genom att visa kvinnornas fysiska förmåga på cykeln. Willard såg detta som ett sätt att förbättra normer om maskulinitet men också som ett sätt att omvandla könsrelationer.

### Politiskt arbete
Könsmaktsteorin har även influerat den praktiska politiken. Under Regeringen Persson både debatterades och arbetades utifrån könsmaktsordningen, och regeringen utgick från att en könsmaktsordning existerar. 1993–1995 arbetade Kvinnovåldskommissionen, som 1995 lade fram sitt betänkande med namnet Kvinnofrid. Åren 1994–1997 verkade den statliga Kvinnomaktutredningen, vilken 1998 lade fram sina resultat för regeringen och där använde formuleringen könsordning. I den statliga utredningen Den könade förskolan (2004:115) talades om könsmaktsordningen som ett faktum och del av problematiken omkring traditionella och ojämlika könsmönster.
I undersökningar om jämställdhetspolitiken i det svenska samhället används ofta könsmaktsordning som teoretisk utgångspunkt. Detta skedde bland annat i en undersökning 2019 (som utgick från könsmaktsordningen som teoretisk bas) av Västerås stads policydokument, där man noterade att kvinnor i första hand definierades som offer och män som gärningspersoner.